# 남대중
남대중은 대한민국의 영화 감독이다. 

## 영화
- 2016년 영화 《위대한 소원》 ... 감독 및 각본
- 2019년 영화 《기방도령》 ... 감독 및 각본
- 2023년 영화 《30일》 ... 감독 및 공동각본